# Cratere Zarand
Zarand  è un cratere sulla superficie di Marte.